# Colobaspis bicoloriceps
Colobaspis bicoloriceps es una especie de coleóptero de la familia Megalopodidae.

## Distribución geográfica
Habita en Laos.